# Delaware Township (New Jersey)
Pour les articles homonymes, voir Delaware Township.
Ne doit pas être confondu avec Cherry Hill Township, nommé Delaware Township jusqu'aux années 1960.
Delaware Township est un township américain situé dans le comté de Hunterdon au New Jersey.

## Géographie
Delaware Township comprend les localités de Brookville, Dilts Corner, Grover, Headquarters, Locktown, Prallsville, Raven Rock, Rosemont, Sand Brook, Sandy Ridge et Sergeantsville.
La municipalité s'étend sur 37,02 milles carrés (95,88 km2) dont 0,39 mille carré (1,01 km2) d'étendues d'eau. Le fleuve Delaware constitue la frontière occidentale du township, majoritairement rural.
| Kingwood Township                | Franklin Township                          | Raritan Township                   |
| Kingwood Township                | Delaware Township                          | East Amwell Township               |
| Solebury Township (Pennsylvanie) | Stockton, Solebury Township (Pennsylvanie) | Lambertville, West Amwell Township |

## Histoire
Le village de Sergeantsville est fondé dès 1700.
Le township de Delaware est créé par référendum le 2 avril 1838. Il faisait auparavant partie du township d'Amwell, disparu en 1846. Comme la rivière qui le borde, le township doit son nom au baron de la Warr Thomas West, gouverneur anglais de la colonie de Virginie.
Le township cède une partie de son territoire aux townships d'East Amwell et West Amwell entre 1854 et 1897. En 1898, Stockton devient une municipalité indépendante du township (borough).

## Démographie
Lors du recensement de 2010, la population de Delaware Township est de 4 563 habitants.